# Телемах Родосский
Телема́х (др.-греч. Τηλέμαχος; ум. после 554 до н. э.) — сицилийский государственный деятель, основатель династии Эмменидов.
Принадлежал к родосской аристократической семье, возводившей своё происхождение к Кадму.
Вероятно, из-за поражения в политической борьбе был вынужден покинуть родину и перебраться на Сицилию, рассчитывая поселиться в Акраганте, в основании которого участвовали родосцы. 
В 554 до н. э., собрав отряд, по-видимому, из акрагантских изгнанников и наёмников, выступил против тирана Фаларида. Силы Телемаха были недостаточны, но когда отряд подошёл к стенам Акраганта, в городе произошло массовое восстание (по словам Цицерона, против Фаларида «поднялось всё население Акраганта»), Телемах вступил в город и уничтожил тирана. 
Ненависть к Фалариду была столь велика, что народ не удовлетворился его смертью, но сжёг и его мать, и друзей, воспользовавшись, вероятно, быком Фаларида.
Согласно схолиям к Пиндару, после свержения тирании Телемах получил басилею (царскую власть), что выглядит как анахронизм и представляется маловероятным. Гераклид Понтийский и Аристотель сообщают, что во главе города встали Алкамен, а затем Алкандр. Вероятно, они были архонтами-эпонимами, а Телемах мог получить почётную должность архонта-басилея (этот пост существовал в Акраганте ещё в V веке до н. э., когда его предлагали Эмпедоклу). 
Гельмут Берве предполагает, что версию с царской властью мог придумать потомок Телемаха Ферон, для легитимизации своей тирании. 
Дети:
- Ксенодик. Отец Каписа и Гиппократа, пытавшихся свергнуть тиранию Ферона[9]
- Эммен (Эмменид), или Халкиопей, дед Ферона[10]